# Warsonofi

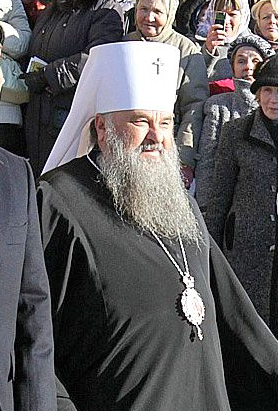
Barsanuphius (Sudakov) (2011)

Warsonofi (Barsanuphius), bürgerlich Anatoli Wladimirowitsch Sudakow (geboren am 3. Juni 1955 in Malinowka) ist ein russisch-orthodoxer Bischof und seit 2014 Metropolit von Sankt Petersburg und Ladoga.

## Werdegang

### Frühe Jahre
Sudakow wurde am 3. Juni 1955 in einer Bauernfamilie geboren. Nach seinem Abschluss an der Malinovskaya-Oberschule im Jahr 1972 arbeitete er ein Jahr lang als Postbote und in einer örtlichen Ziegelei. Im Herbst 1973 wurde Sudakov zum Grundwehrdienst eingezogen und diente den Sowjetischen Streitkräften in Deutschland als Panzerfahrer. Im November 1975, nach seinem Wehrdienst, bekam er eine Stelle als Messdiener in der Erzengel-Michael-Kathedrale in Serdobsk. Auf Anraten des örtlichen Priesters entschied er sich zu einer theologischen Ausbildung und den Weg des Mönchtums einzuschlagen. Nach Abschluss des theologischen Seminars in Moskau legte er am 30. März 1978 seine ewigen Gelübde ab.

### Bischof
Im Jahr 1990 empfahl der Erzbischof von Penzo Serafin seine Kandidatur für den ersten Ordinarius der neu geschaffenen Eparchie Saran und Mordow. Nach Annahme durch den Patriarchen Alexius II. wurde er zum Metropoliten ernannt. Im Jahr 2001 wurde er in den Rang des Erzbischofs erhoben. 2009 wurde er mit der Funktion des Kanzlers des Moskauer Patriarchats betraut und war damit ständiges Mitglied des heiligen Synods der Russisch-Orthodoxen Kirche. Am 1. Februar erhielt er den Titel Metropolit. Von Mai bis Oktober 2011 war er Stellvertreter der neu gegründeten Eparchie Aardatow und ab Oktober 2011 Chef der Metropole Mordow. 2014 wurde er zum Metropoliten von Sankt Petersburg und Lados ernannt. 2019 trat er als Kanzler des Moskauer Patriarchats zurück. 

## Orden

### Weltliche Orden
- Orden der Freundschaft (2002)
- Jubiläumsmedaille "300 Jahre russische Marine"
- Verdienstmedaille "Durchführung der  russischen Volkszählung"

### Kirchliche Orden
- Orden des Heiligen Prinzen Daniel von Moskau, 2. Klasse (2008)
- Orden des Heiligen Sergius von Radonesch II und III Klasse
- Orden des Heiligen Wladimir, 3. Klasse